# Buthiers (Górna Saona)
Buthiers – miejscowość i gmina we Francji, w regionie Burgundia-Franche-Comté, w departamencie Górna Saona.
Według danych na rok 1990 gminę zamieszkiwało 241 osób, a gęstość zaludnienia wynosiła 42 osoby/km² (wśród 1786 gmin Franche-Comté Buthiers plasuje się na 506. miejscu pod względem liczby ludności, natomiast pod względem powierzchni na miejscu 744.).